# Serau vermell
El serau vermell (Capricornis rubidus) és un caprí amenaçat, originari del nord de Myanmar. En el passat se l'ha considerat una subespècie del serau comú, Capricornis sumatraensis.